# 桓景
桓景（?—?），汝南人。东汉传说人物。
《续齐谐记》记载桓景随费长房游学多年。费长房对他说九月九日，家中当有灾祸，应该急忙逃走。让家人各作绛囊，盛满茱萸以系在手臂上，登高饮菊花酒，此祸可除。桓景像他说的这样在九月初九，举家登高山。晚上回来，发现鸡犬牛羊全部暴死，原來是家畜遭受了桓家的死劫。
而後重阳节登高饮酒，女人带茱萸囊，就是源于这个故事。

## 推测
也有观点赞同桓景（东汉）是不存在的，只是由东晋时期的桓景神化而来，主要有以下的三大论据:
- 关于桓景为晋代人的佐证，源自于《八仙得道》第七十七回云：「他在晉代末年，交了一個好友，姓桓，名景。」，而《八仙得道》被认为是迄今记录八仙故事最为详尽的小说
- 而且桓景在《后汉书》中并没有记载，故此认为真的只是一个在汉代以后才开始流传的故事，因为如果也是汉代人的话就已经被记入了，直到南朝梁·吴均所作的《续齐谐记》才有记载，最后被张岱所闻记入。
- 还有一个原因就是《续齐谐记》中所记的桓景为东汉时期汝南人，汝南即今安徽河南一带，而史书中桓景之子桓伊为东晋谯国铚县人，即今安徽濉溪人。而且濉溪隶属于淮北市，正处于河南与安徽的交界处。

- 关于费长房与桓景的有关故事，参阅《八仙得道》無垢道人·清 第五十二回至第五十四回，第七十四回至第七十八回。